# Dateo
Dateo (... – Milano, ...; fl. VIII secolo) è stato un presbitero italiano ricordato per aver aperto il primo brefotrofio di Milano.

## Biografia
Figlio del magescario Domnatore o Dammatore, fu arciprete della Chiesa Cattedrale di Milano denominata Santa Maria Maggiore, oggi Duomo di Milano; dotato di ingenti mezzi e di animo caritatevole fu il 22 febbraio dell'anno 787 il primo in Italia e forse in Europa a istituire un ospizio per trovatelli o esposti. L'ospizio si trovava lungo l'attuale via Silvio Pellico e aveva il nome di Xenodochio. In essa gli infanti trovatelli erano nutriti da balie, vestiti ed educati fino al settimo anno di età e successivamente avviati a qualche mestiere.
Nell'atto di fondazione, dettato dal Dateo al suddiacono Ansperto e controfirmato da un numero di testimoni, si legge:
«Nel nome di Cristo. 22 febbraio 787, tredicesimo anno del regno in Italia di Carlo e Pipino, eccellentissimi Re e Signori nostri. Dateo, arciprete della Santa chiesa Milanese, figlio di un alto ufficiale regio, il defunto Domnatore, con l'aiuto della divina misericordia, vuole stabilmente fondare in questa città di Milano, presso la chiesa cattedrale, un brefotrofio come opera di santa carità cristiana».
In seguito alla costruzione dello xenodochio, Dateo vi fece erigere nei pressi una chiesa detta di San Salvatore in Xenodochio, poi demolita nel 1787 e in cui lo stesso Dateo trovò sepoltura. Una lapide, oggi non più esistente, segnalava il sepolcro  dell'arciprete, che recava la seguente iscrizione in latino:
(Leone Emilio Rossi, Milano benefica e previdente, 1906)
La sua personalità è ricordata nell'intitolazione di piazzale Dateo, su cui si affaccia l'ex brefotrofio provinciale, inaugurato nel 1912 e oggi sede di alcuni uffici amministrativi della Provincia di Milano, e sotto il quale si trova l'omonima stazione del passante ferroviario di Milano e della metropolitana di Milano.